# Wołfino (obwód kurski)
Wołfino (ros. Волфино) – wieś (ros. село, trb. sieło) w zachodniej Rosji, w sielsowiecie wiesiełowskim rejonu głuszkowskiego w obwodzie kurskim.

## Geografia
Miejscowość położona jest 6,5 km od centrum administracyjnego sielsowietu wiesiełowskiego (Wiesiełoje), 14 km od centrum administracyjnego rejonu (Głuszkowo), 130 km od Kurska.

## Demografia
W 2010 r. miejscowość zamieszkiwało 189 osób.